# Kieljany
Kieljany [kʲɛlˈjanɨ] est un village polonais de la gmina de Radziłów dans le powiat de Grajewo et dans la voïvodie de Podlachie. Il se situe à environ 7 kilomètres au nord-est de Radziłów, à 21 kilomètres au sud de Grajewo et à 62 kilomètres au nord-ouest de Białystok. 